# Kończyce Wielkie (Ostrawa)

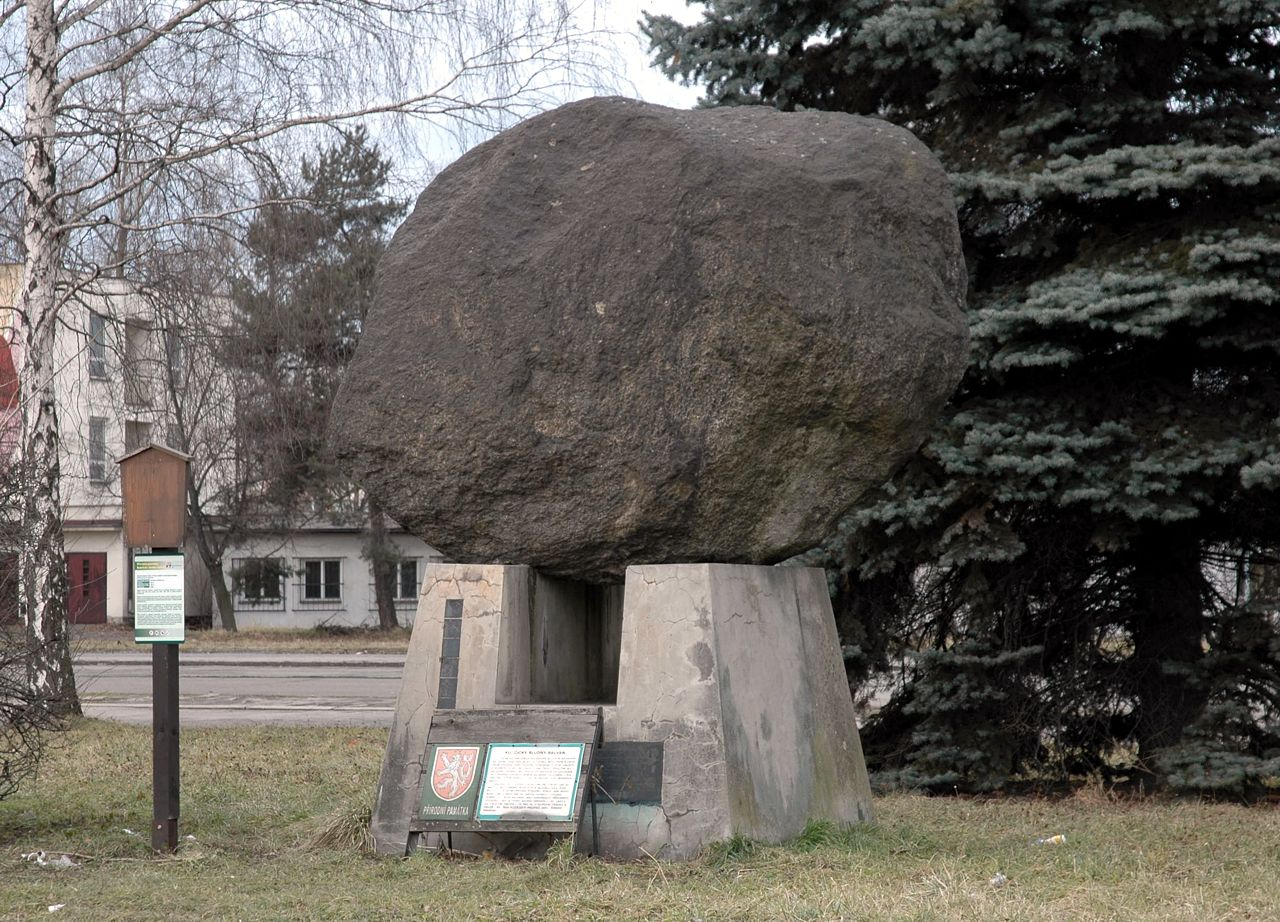
Największy w Czechach głaz narzutowy o wadze 17,5 t

Kończyce Wielkie (cz. Kunčice, przed 1908 Velké Kunčice, niem. Gross Kunzendorf) – jedna z 37 części miasta statutarnego Ostrawy, stolicy kraju morawsko-śląskiego, we wschodnich Czechach. Jest to także jedna z 39 gmin katastralnych w jego granicach o nazwie Kunčice nad Ostravicí i powierzchni 787,97 ha. Populacja w 2001 wynosiła 800 osób, zaś w 2010 odnotowano 444 adresów. 
Położona jest w granicach historycznego regionu Śląska Cieszyńskiego, na prawym brzegu Ostrawicy. Stanowi jedną z 8 części składających się na miejski obwód Śląskiej Ostrawy. Przed przyłączenie do Ostrawy w 1941 roku samodzielna gmina.
Znana jest głównie dzięki ogromnemu kompleksowi hutniczemu Nowa Huta.

## Demografia[4]
| Rok             | 1869 | 1880 | 1890 | 1900 | 1910 | 1921 | 1930 | 1950 | 1961 | 1970 | 1980 | 1991 | 2001 |
| --------------- | ---- | ---- | ---- | ---- | ---- | ---- | ---- | ---- | ---- | ---- | ---- | ---- | ---- |
| Liczba ludności | 1127 | 1286 | 1627 | 2462 | 2460 | 2408 | 3422 | 5370 | 2233 | 1162 | 1045 | 859  | 800  |

## Historia
Miejscowość po raz pierwszy wzmiankowana została w łacińskim dokumencie Liber fundationis episcopatus Vratislaviensis (pol. Księga uposażeń biskupstwa wrocławskiego), spisanej za czasów biskupa Henryka z Wierzbna ok. 1305 w szeregu wsi zobowiązanych do płacenia dziesięciny biskupstwu we Wrocławiu, w postaci item in Cunczindorf. Zapis ten (brak określenia liczby łanów, z których będzie płacony podatek) wskazuje, że wieś była w początkowej fazie powstawania (na tzw. surowym korzeniu), co wiąże się z przeprowadzaną pod koniec XIII wieku na terytorium późniejszego Górnego Śląska wielką akcją osadniczą (tzw. łanowo-czynszową). Nazwa pochodzi prawdopodobnie od imienia niemieckiego założyciela (Kunek, Kunc nebo Kunč), a końcówka -dorf (niem. wieś) wskazuje, że pierwszymi osadnikami byli przybysze z Niemiec. Wieś politycznie znajdowała się wówczas w granicach utworzonego w 1290 piastowskiego (polskiego) księstwa cieszyńskiego, będącego od 1327 lennem Królestwa Czech, a od 1526 roku w wyniku objęcia tronu czeskiego przez Habsburgów wraz z regionem aż do 1918 roku w monarchii Habsburgów (potocznie Austrii).
Aż do XV wieku wieś była w posiadaniu książąt cieszyńskich. W 1508 roku wieś nosiła nazwę Velký Kunčice (sąsiednie Kończyce Małe zaś Malý Kunčice) i sprzedana została Janowi Sedlnickiemu z Heraltic. Odtąd miejscowość zmieniała właściciela często. Jeden z nich, Ewa Czelowna z Czechowic, na początku XVII wieku wybudowała w miejscu pierwotnej twierdzy renesansowy zamek, który jednak uległ spaleniu w 1999 roku.
Już w 1447 roku wzmiankuje się istnienie kościoła, co jednak nie ponawia się w następnych latach, gdy Kończyce Wielkie przypisywane są parafii racimowskiej (oprócz okresu 1654-1784, kiedy należały do parafii ostrawsko-polskiej). W 1884 otwarta zostaje miejscowa szkoła.
Do XIX wieku jej mieszkańcy trudnili się głównie rolnictwem, następnie pracą w okolicznych kopalniach i hutach Zagłębia Ostrawsko-Karwińskiego, mimo to same Kończyce Wielkie zachowały charakter wiejski, rolniczy.
Według austriackiego spisu ludności z 1900 w 166 budynkach mieszkalnych w Kończycach Wielkich na obszarze 810 hektarów mieszkało 2462 osób. co dawało gęstość zaludnienia równą 304 os./km², z tego 2364 (96%) mieszkańców było katolikami, 70 (2,8%) ewangelikami a 28 (1,1%) wyznawcami judaizmu, 2187 (88,8%) było czesko-, 210 (8,5%) polsko- a 17 (0,7%) niemieckojęzycznymi. Do 1910 liczba budynków wzrosła do 173 a mieszkańców spadła do 2460, z czego 2417 było zameldowanych na stałe, 2349 (95,5%) było katolikami, 89 (3,6%) protestantami, 21 (0,9%) żydami a 1 innej religii lub wyznania, 2223 (90,4%) było czesko-, 169 (6,9%) polsko-, 23 (0,9%) niemieckojęzycznymi a 2 posługiwało się innymi językami.
W 1920 roku miejscowość znalazła się w granicach Czechosłowacji, a w 1939 w granicach Protektoratu Czech i Moraw. 1 lipca 1941 roku gmina została przyłączona do Morawskiej Ostrawy. Spod administracji niemieckiej Kończyce Małe wydostały się wraz z dotarciem Armii Czerwonej 1 maja 1945 roku.
W latach 50. XX wieku wybudowano tu ogromny kompleks hutniczy zwany Nową Hutą, który diametralnie zmienił charakter Kończyc Wielkich na przemysłowy.

## Herb i pieczęć
Gminna pieczęć przedstawiała literę K z dwiema gałązkami, nad którymi znajdowała się korona. W 1870 gmina używała znaku boskiego oka i liter MK. Od XIX wieku w pieczęci znajdowała się postać Jana Nepomucena a od 1920 roku śląskiego orła.